# Amtsgericht Ruhland
Das Amtsgericht Ruhland war ein Gericht der ordentlichen Gerichtsbarkeit und ein Amtsgericht in Preußen mit Sitz in Ruhland.

## Geschichte
Das königlich preußische Amtsgericht Ruhland wurde 1877 im Rahmen der Reichsjustizgesetze gebildet. Der Amtsgerichtsbezirk umfasste den Stadtbezirk Ruhland und die Amtsbezirke Hohenbocka, Kroppen, Lindenau, Lipsa, Niemtsch und Ruhland. Das Amtsgericht Ruhland war eines von zehn Amtsgerichten im Bezirk des Landgerichtes Görlitz im Gebiet des Oberlandesgerichtes Breslau. Das Gericht hatte damals eine Richterstelle und war ein kleines Amtsgericht im Landgerichtsbezirk. Im Jahre 1945 wurde Preußen von den Siegermächten aufgelöst, und das Amtsgericht Ruhland wurde zu einem Amtsgericht im Land Sachsen.
Mit den Durchführungsbestimmungen zur Vereinfachung der Gerichtsorganisation im Land Sachsen vom 28. Mai 1951 zur Verordnung vom 5. Mai 1951 wurde das Amtsgericht Ruhland zum Zweiggericht und nur noch für Angelegenheiten der freiwilligen Gerichtsbarkeit zuständig. Mit dem Gerichtsverfassungsgesetz vom 2. Oktober 1952 wurde das Amtsgericht Ruhland in der DDR aufgehoben und das Kreisgericht Senftenberg an seiner Stelle eingerichtet. Gerichtssprengel war nun der Kreis Senftenberg.

## Gerichtsgebäude
Als Gerichtsgebäude wurde ab 1879 zunächst ein zweigeschossiges Gebäude (Bahnhofstraße 25) genutzt. Nachdem bereits 1905 über einen Neubau nachgedacht wurde und 1917 erstmals Pläne hierzu erstellt wurden, wurde am 1. März 1938 das neue Amtsgericht (Sychy Straße 3; heute Rudolf-Breitscheid-Straße) bezogen. Das Gerichtsgebäude bildete einen Komplex mit dem Amtsrichterwohnhaus. Beide Gerichtsgebäude stehen unter Denkmalschutz.

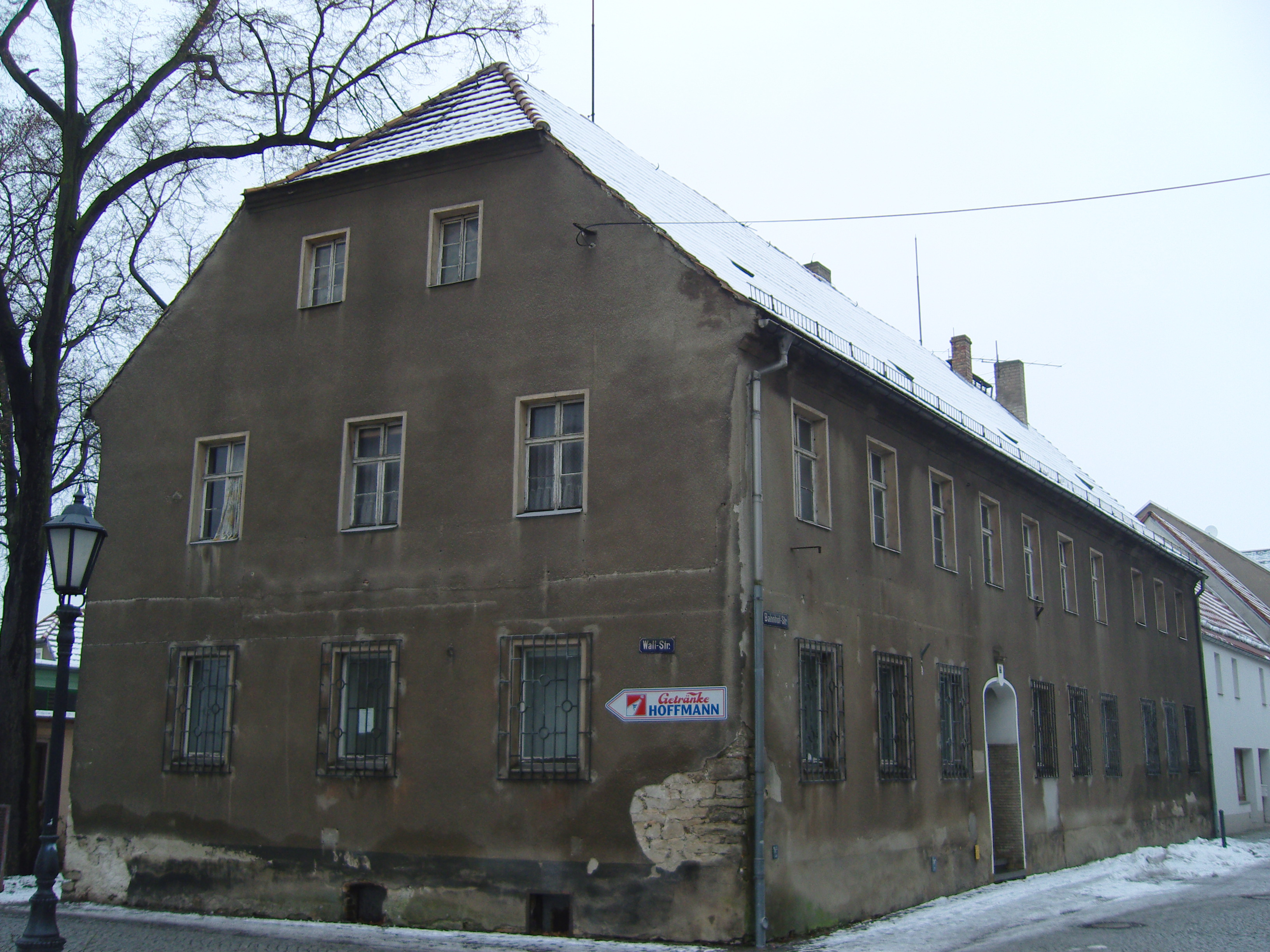
Amtsgericht bis 1938 (Bahnhofstraße 25), 2009
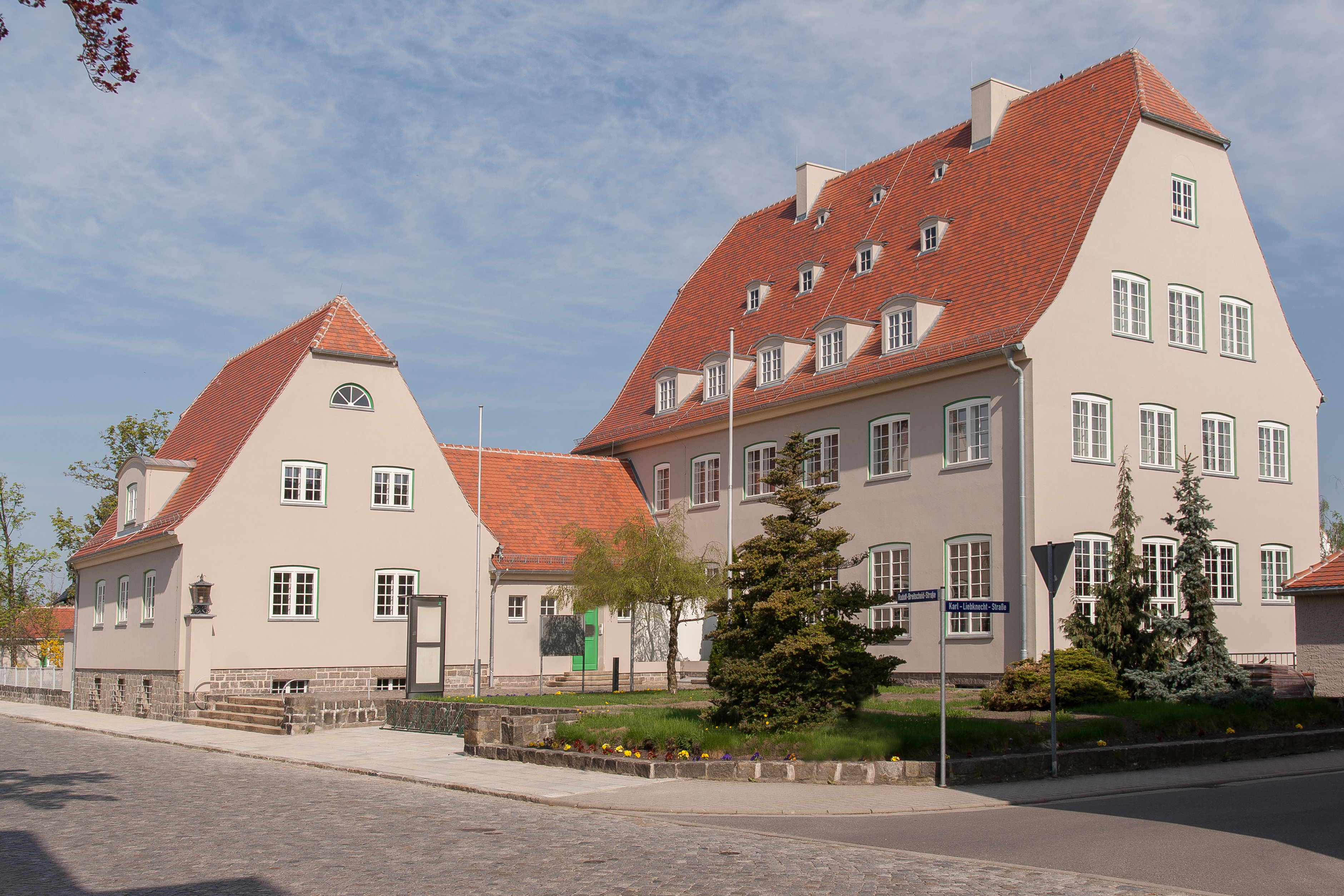
Neues Amtsgericht (Rudolf-Breitscheid-Straße 4), 2013